# Bet Zajid
Bet Zajid (hebr. בית זייד; ang. Beit Zaid) – moszaw położony w Samorządzie Regionu Emek Jizre’el, w Dystrykcie Północnym, w Izraelu.

## Położenie
Moszaw Bet Zajid jest położony na wysokości od 100 do 140 metrów n.p.m. na wzgórzach zamykających od zachodu intensywnie użytkowaną rolniczo Dolinę Jezreel w Dolnej Galilei, na północy Izraela. Na wschód od osady przepływa strumień Tivon. Wpada on na południu do strumienia Betlejem, który następnie wpada do rzeki Kiszon, przepływającej na południowy zachód od moszawu. W jego otoczeniu znajduje się miasto Jokne’am, miasteczko Kirjat Tiwon, kibuc Allonim, oraz moszaw Sede Ja’akow i moszawa Jokne’am.
Bet Zajid jest położony w Samorządzie Regionu Emek Jizre’el, w Poddystrykcie Jezreel, w Dystrykcie Północnym Izraela.

## Historia

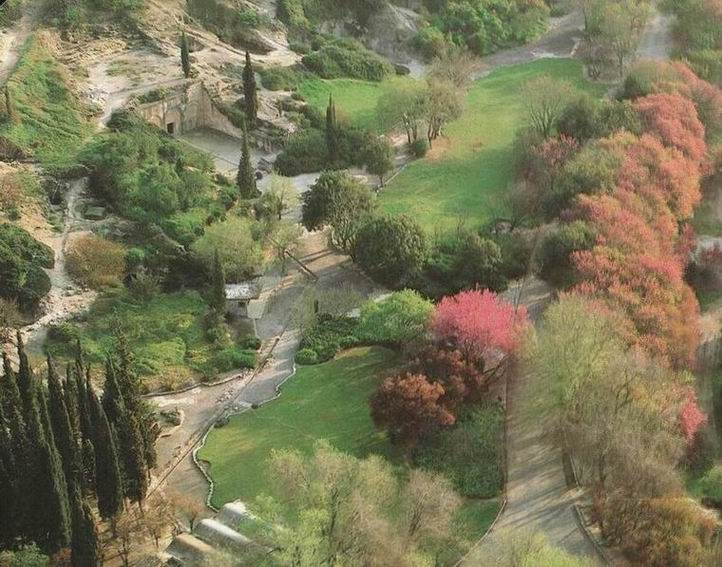
Park Narodowy Bet Sze’arim

Na początku XX wieku rozpoczęło się osadnictwo żydowskie w Palestynie. Realizując plany Światowej Organizacji Syjonistycznej, różne żydowskie organizacje wykupywały od 1910 roku grunty w Dolinie Jezreel. W wyniku I wojny światowej w 1918 roku cała Palestyna przeszła pod panowanie Brytyjczyków, którzy w 1922 roku formalnie utworzyli na tym obszarze Mandat Palestyny. Umożliwiło to w kolejnych latach dalszy rozwój osadnictwa żydowskiego. W takich okolicznościach, w 1926 roku do Doliny Jezreel przyjechał aktywista ruchu syjonistycznego Alexander Zaïd. Zasłynął on już z tego, że w 1907 roku był jednym z założycieli żydowskiej organizacji samoobrony Bar Giora, a w 1909 roku był współzałożycielem Ha-Szomer. Żydowski Fundusz Narodowy przyznał mu w Dolinie Jezreel ziemię, na której zamieszkał ze swoją rodziną, tworząc farmę rolniczą znaną jako Szejk Abrika (hebr. שיח' אברק). W 1936 roku w jej pobliżu przypadkowo odkrył pozostałości archeologiczne. Zwrócił się o pomoc do Icchaka Ben-Zwi i Benjamina Mazar z Uniwersytetu Hebrajskiego. Dalsze badania doprowadziły do odkrycia wejścia do jaskini ze starożytną nekropolią w Bet Sze’arim. W dniu 11 lipca 1938 roku Zaïd został zamordowany przez członków beduińskiego plemienia na drodze do kibucu Allonim.
Rodzina zabitego zwróciła się o pomoc do szkoły rolniczej Mikwe Jisra’el, oferując ponad 400 hektarów ziemi w dzierżawę dla absolwentów szkoły, którzy zdecydują się osiedlić i pomóc w utrzymaniu farmy. W ten sposób, w 1940 roku w północnej części farmy rolniczej Szejk Abrika zamieszkała grupa absolwentów szkoły. Żydowski Fundusz Narodowy nie planował wówczas utworzenia w tym miejscu osady rolniczej, dlatego osadnicy cierpieli z powodu trudnych warunków życia i kłopotów finansowych. Ich skargi zwróciły jednak uwagę organizacji syjonistycznych, i jeszcze w tym samym roku utworzono kibuc Giwat Zajid (hebr. גבעות זייד; pol. Wzgórze Zajida), nazwany na cześć Alexandra Zaïda. W styczniu 1942 roku do kibucu dołączyła grupa imigrantów z Rumunii i Polski. W kibucu mieszkali także członkowie rodziny Zaïda. Brak działek pod budowę nowych domów mieszkalnych uniemożliwiał przyjęcie kolejnych członków. W 1943 roku w rejonie stanowiska archeologicznego nekropolii Bet Sze’arim utworzono tymczasowy obóz, w którym zamieszkali imigranci z Brazylii. Kibuc cierpiał jednak na niedostatek ziemi i wody, oraz coraz większe zadłużenie finansowe. Niewielkie gospodarstwo składające się z sadu, upraw warzyw, kurnika i obory bydła, nie było w stanie utrzymać się samodzielnie. Podczas II wojny światowej (1939–1945) niektórzy członkowie kibucu wstąpili do brytyjskiej armii, a inni zdecydowali się na opuszczenie wioski. Po wojnie do kibucu przyjechała grupa ocalonych z Holocaustu, w wyniku czego, do trudności gospodarczych dodano problemy społeczne. Znaleziono jednak tymczasowe rozwiązanie i kibuc zaczął czerpać coraz większe dochody z obsługi ruchu turystycznego, który przybywał do nekropolii Bet Sze’arim i do farmy Szejk Abrika, aby poznać historię Alexandra Zaïda. Tymczasem, w poszukiwaniu skutecznego rozwiązania narastającego konfliktu izraelsko-arabskiego w dniu 29 listopada 1947 roku została przyjęta Rezolucja Zgromadzenia Ogólnego ONZ nr 181. Zakładała ona między innymi, że kibuc Giwat Zajid miał znaleźć się w granicach nowo utworzonego państwa żydowskiego. Arabowie odrzucili tę Rezolucję i dzień później doprowadzili do wybuchu wojny domowej w Mandacie Palestyny. Na samym jej początku siły Arabskiej Armii Wyzwoleńczej zajęły pobliskie wioski i sparaliżowały żydowską komunikację w regionie. Dopiero działania izraelskiej armii podjęte na początku I wojny izraelsko-arabskiej zabezpieczyły Dolinę Jezreel, stwarzając warunki do dalszego rozwoju tutejszych osiedli. Latem 1951 roku do kibucu przyjechała grupa 70 imigrantów z młodzieżowego ruchu syjonistycznego Gordonia z Argentyny (rok wcześniej przeszli oni szkolenie w kibucu Ginnegar). Ich przyjazd pogłębił trudności gospodarcze i społeczne. Poszukując rozwiązania tych kłopotów, kibucowi przyznano dodatkowe grunty oraz zasoby, jednak podstawowe problemy egzystencjalne nie zostały rozwiązane. Doszło wówczas do wewnętrznego rozłamu i w 1951 roku utworzono sąsiedni moszaw Bet Zajid (pol. Dom Zajida). W 1953 roku do kibucu przyjechała kolejna grupa młodych imigrantów z Argentyny i Urugwaju, co tylko pogłębiło problemy obu osad. Poszukując trwałego rozwiązania, w 1956 roku zaproponowano utworzenie nowego kibucu na pustyni Negew. W 1957 roku ostatni członkowie opuścili kibuc Giwat Zajid, i w tym samym roku utworzono kibuc Or ha-Ner. Ziemię kibucu Giwat Zajid przekazano do moszawu Bet Zajid. W 1972 roku w dawnych zabudowaniach kibucu utworzono zakład opieki dla osób starszych ze specjalnymi potrzebami - Kefar Rikwa (hebr. כפר תקווה, pol. Wioska Nadziei).

## Demografia
Większość mieszkańców moszawu jest Żydami, jednak nie wszyscy identyfikują się z judaizmem. Tutejsza populacja jest świecka:

## Gospodarka i infrastruktura
Gospodarka moszawu opiera się na kwiaciarstwie, hodowli bydła mlecznego i obsłudze ruchu turystycznego. W moszawie jest sklep wielobranżowy i warsztat mechaniczny.

## Transport
Z moszawu wyjeżdża się na wschód na drogę nr 722, którą jadąc na południe dojeżdża się do moszawu Sede Ja’akow i dalej do węzła drogowego z drogą nr 66 i drogą ekspresową nr 70 przy mieście Jokne’am i moszawie Jokne’am. Natomiast jadąc drogą nr 722 na północ dojeżdża się do skrzyżowania z drogą nr 75. Jadąc nią na zachód dojeżdża się do miasteczka Kirjat Tiwon, lub jadąc na wschód dojeżdża się do węzła drogowego z drogą ekspresową nr 77 i miasteczka Ramat Jiszaj.

## Turystyka
Na niewielkim wzniesieniu w zachodniej części moszawu znajduje się rzeźba Alexandra Zaïda na koniu. Ze wzgórza rozciąga się rozległa panorama na Dolinę Jezreel. Na północ od moszawu znajduje się Park Narodowy Bet Sze’arim. Ta starożytna nekropolia jest najważniejszym żydowskim miejscem pochówku z okresu talmudycznego. Badania archeologiczne w Bet Sze’arim rozpoczęto w 1880 roku. Odkryto wówczas liczne groby i katakumby, nie prowadzono jednak wykopalisk. W 1936 roku odkryto wejście do jaskini z labiryntem katakumb. W następnych latach prowadzono tutaj liczne badania archeologiczne. katakumby zgłoszono w 2002 roku na listę światowego dziedzictwa UNESCO. Teren jest chroniony przez Park Narodowy Bet Sze’arim.

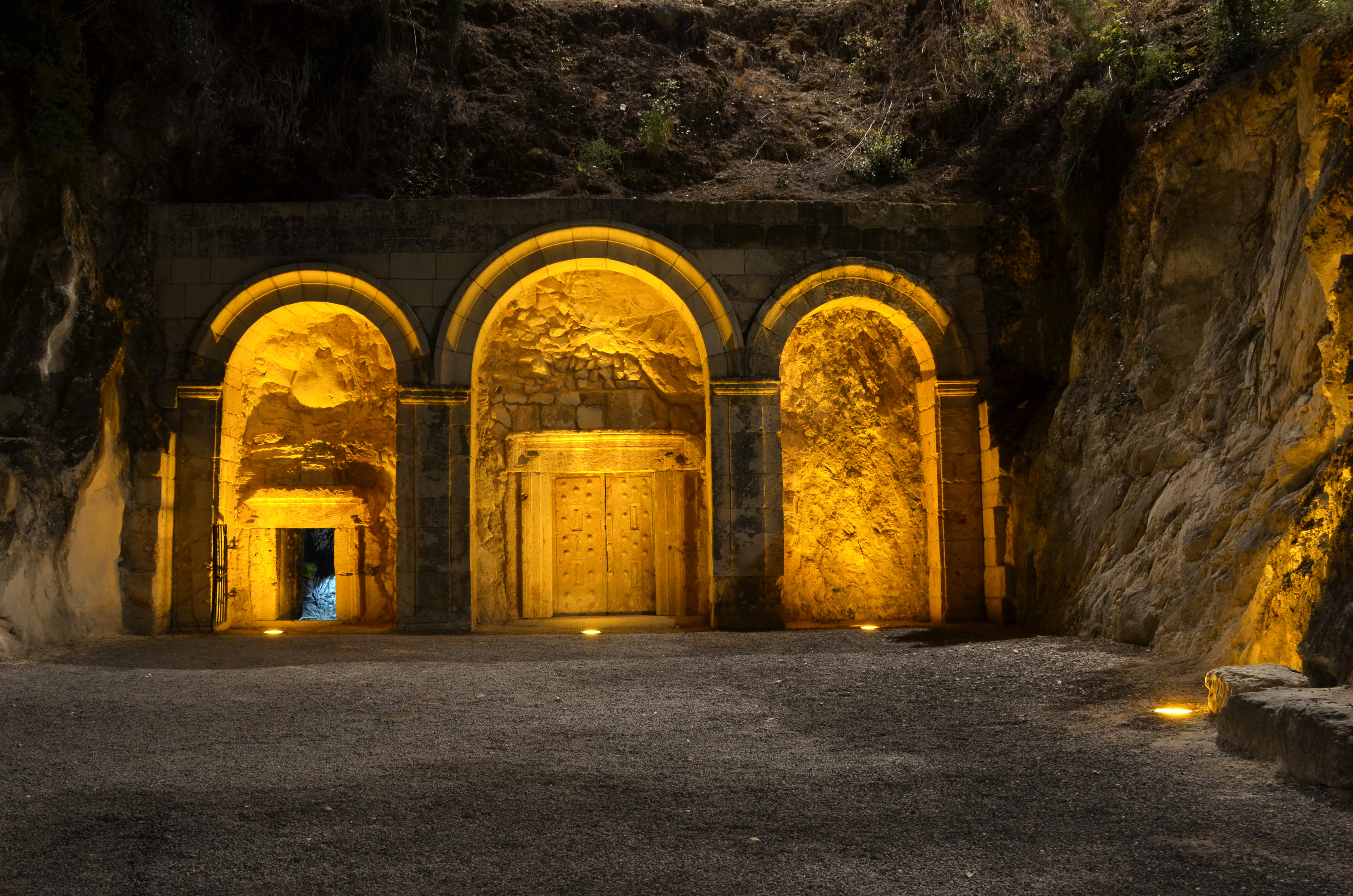
Park Narodowy Bet Sze’arim